# Rhyacichthyidae
Los Rhyacichthyidae son una familia de peces incluida en el orden Perciformes. Su nombre procede del griego: rhyax (torrente) + ichthys (pez).

## Hábitat
La familia tiene especies tanto de agua de río como peces marinos. Se distribuyen por Australia, Indonesia, Filipinas, China y las islas Salomon. Todas las especies son anfídromos.

## Morfología
Cola comprimida, cabeza deprimida, ojos pequeños, labio superior carnoso, espacio interpélvico amplio, aletas pectorales anchas con unos 22 radios, con un disco comprimido adhesivo o succionador en la superficie inferior de la cabeza y parte anterior del cuerpo entre las aletas. Alrededor de 32 cm de longitud máxima

## Géneros y especies
Existen solamente tres especies agrupadas en dos géneros:
- Género Protogobius (Watson y Pöllabauer, 1998)
  - Protogobius attiti (Watson y Pöllabauer, 1998)
- Género Rhyacichthys (Boulenger, 1901)
  - Rhyacichthys aspro (Valenciennes, 1837)
  - Rhyacichthys guilberti (Dingerkus y Séret, 1992)